# Tour Atlas (Liège)
Pour l’article homonyme, voir Tour Atlas (Casablanca).
La Tour Atlas, appelée aussi Tour Match ou Tour de Droixhe, est un immeuble de grande hauteur construit en 1978 dans le quartier de Droixhe à Liège (Belgique) sur la rive droite de la Meuse. C'est le deuxième plus haut immeuble de la ville de Liège.

## Situation
La tour se situe dans le quartier de Droixhe (ancienne commune de Bressoux), au carrefour de l'avenue Georges Truffaut et de l'avenue de Lille, à quelques pas de la Meuse et du pont Atlas dont elle a tiré son nom, lui même rendant hommage à l'Atlas V, un remorqueur héroïque pendant la Première Guerre mondiale. La tour domine les autres tours de Droixhe qui ne dépassent pas 40 mètres.

## Description
Sa hauteur, de 87 mètres, en a fait pendant 36 années l'immeuble le plus haut de Liège, avant l'achèvement de la Tour Paradis en 2014. Elle reste l'immeuble d'habitations le plus haut de la ville de Liège. Il s'agit d'une tour à base carrée d'environ 39 mètres de côté qui possède 28 étages en plus du rez-de-chaussée et une construction adjacente de 2 étages. Le volume de la tour (sans la construction adjacente) est estimé à 132 000 m3. À partir du 4e étage, chaque niveau possède 26 balcons en béton armé et vitres de différentes largeurs soit un total de 600 balcons pour les quatre façades.

## Architectes
La tour fut conçue et réalisée par le groupe EGAU, une association d'architectes comprenant Charles Carlier, Hyacinthe Lhoest et Jules Mozin. Ce groupe d'architectes a été très actif dans la ville de Liège en réalisant notamment l'ancienne gare des Guillemins en 1958 et l'hôtel de Police de la rue Natalis en 1981.